# لیدیا بکر
لیدیا ارنستین بکر (۲۴ فوریه ۱۸۲۷ – ۱۸ ژوئیه ۱۸۹۰) رهبر در جنبش حق رأی زنان در اوایل بریتانیای پادشاهی متحد بریتانیای کبیر و ایرلند بود و همچنین یک دانشمند آماتور با علاقه‌مندی به زیست‌شناسی و نجوم بود. او منچستر را به عنوان مرکزی برای جنبش حق رأی زنان تأسیس کرد و با ریچارد پنکهرست ترتیب داد تا اولین زن در یک انتخابات بریتانیایی رأی بدهد و یک پرونده قضایی ناموفق برای بهره‌برداری از این سابقه طرح شد. بکر همچنین به خاطر تأسیس و انتشار مجله حق رأی زنان بین سال‌های ۱۸۷۰ و ۱۸۹۰ به یاد مانده است.

## زندگی‌نامه
لیدیا بکر در کوپر استریت در منطقه دینسگیت در منچستر به دنیا آمد، بزرگ‌ترین دختر هانیبال لی بکر و مری بکر.
پدربزرگ او، ارنست هانیبال بکر از اوردرواف در تورینگیا مهاجرت کرده و یک کسب و کار تولیدی برای تأمین رنگ‌ها و مواد شیمیایی به صنعت پنبه راه‌اندازی کرده بود. ارنست خانه خانوادگی را در فاکسدنتون هال در چادرتون ساخته بود که به مدت ۸۰ سال محل اقامت خانواده باقی ماند. پدر او، هانیبال لی بکر، بزرگ‌ترین پسر بود که در سال ۱۸۲۶ با مری، دختر یک مالک کارخانه هولینوود، ازدواج کرد و لیدیا در سال بعد به دنیا آمد.
در حالی که برادر کوچکتر هانیبال، جان لی، با خانواده خود در فاکسدنتون باقی ماند، هانیبال و همسرش، مری خانه جدید خانواده خود را به نام مورزاید هاوس در آلتام، نزدیک اکرینگتون، در لنکشایر ساختند. خانه در نزدیکی کارخانه مواد شیمیایی خانواده در کنار کانال لیدز و لیورپول قرار داشت.
خانه مورزاید برای بخش بزرگی از دوران کودکی بکر محل زندگی او باقی ماند. خانواده او به مدت ۱۳ سال (۱۸۳۷–۱۸۵۰) به ردیش نقل مکان کردند، زمانی که پدرش یک کارخانه چاپ کالیکو را در آنجا خریداری کرد، اما خانواده در سال ۱۸۵۰ دوباره به آلتام بازگشتند.
بکر در خانه تحصیل کرد، مانند بسیاری از دختران در آن زمان. کنجکاوی فکری او را برانگیخت و از دهه ۱۸۵۰ به بعد به مطالعه گیاه‌شناسی و نجوم پرداخت و در سال ۱۸۶۲ یک مدال طلا برای مقاله علمی در مورد باغبانی دریافت کرد. یک عمو، نه والدینش، این علاقه‌مندی را تشویق کرد.
در حالی که در آلتام بود، بکر شروع به مکاتبه با چارلز داروین کرد (چهارده نامه از او در آرشیو داروین از سال ۱۸۶۳ تا ۱۸۷۷ به جا مانده است). در جریان مکاتباتشان، بکر تعدادی نمونه گیاهی از مزارع اطراف آلتام برای داروین ارسال کرد. او همچنین نسخه‌ای از «کتاب کوچک» خود به نام گیاه‌شناسی برای مبتدیان (۱۸۶۴) را به داروین فرستاد. بکر یکی از چندین زن قرن نوزدهمی است که به‌طور مداوم در کارهای علمی داروین مشارکت داشتند. مکاتبات و کارهای او نشان می‌دهد که بکر علاقه خاصی به گیاهان دوجنسیتی و هرمافرودیت داشت که شاید به او شواهد قوی 'طبیعی' از نظم جنسی و اجتماعی رادیکال و جایگزین می‌داد.
بکر همچنین به‌خاطر دستاوردهای علمی خود شناخته شده بود و در دهه ۱۸۶۰ جایزه ملی را برای مجموعه‌ای از گیاهان خشک که با استفاده از روشی که او ابداع کرده بود، تهیه شده بود تا رنگ‌های اصلی خود را حفظ کنند، دریافت کرد. او در جلسه ۱۸۶۸ انجمن پیشرفت علوم بریتانیا به بخش زیست‌شناسی (D) یک مقاله گیاه‌شناسی دربارهٔ تأثیر عفونت قارچی بر توسعه جنسی در یک گونه گیاهی ارائه داد. قارچ دود میکروبوتریوم سیلن-دیویسا گل‌های ماده را به گل‌های دوجنسی تبدیل می‌کند و باعث توسعه پرچم‌ها می‌شود.
مادر بکر در سال ۱۸۵۵ در سن ۴۷ سالگی درگذشت و لیدیا بکر به عنوان بزرگ‌ترین فرزند، مجبور شد نقش مادر را برای یازده خواهر و برادر و پدرش برعهده بگیرد. مشکلات اقتصادی باعث شدند که خانواده در سال ۱۸۶۵ از آلتام به ۱۱ خیابان گروو، آردویک، در منچستر نقل مکان کنند، اما بکر در اینجا استقلال خود را پیدا کرد و در سال ۱۸۶۷ به محل اقامت خود در کارتر استریت در گرین‌های، منچستر نقل مکان کرد و در همان سال، انجمن ادبی بانوان را تأسیس کرد. اگرچه مطالعه عملی او در مورد گل‌ها با جابجایی خانواده به منچستر به پایان رسید، مکاتبات او با چارلز داروین ادامه داشت و او داروین را متقاعد کرد که یکی از جزوات خود را برای بحث در جلسه افتتاحیه انجمن او ارسال کند. پدر او در سال ۱۸۷۷ درگذشت که به بکر آزادی بیشتری داد.